# Comuna Proletaria de Carelia
La Comuna Proletaria de Carelia (en finés: Karjalan työkommuuni) fue una división regional autónoma dentro de la RSFSR que existió desde el 8 de junio de 1920 hasta el 25 de julio de 1923. Esta fue la primera subdivisión estatal soviética en el territorio de la moderna República de Karelia. La comuna no tenía una bandera propia.

## Historia

### Requisitos previos para su creación
En julio de 1918, se adoptó la Constitución Soviética de 1918. Consolidando la posibilidad de crear autonomía dentro de la RSFSR. El artículo 11 decía que “…. Las uniones regionales autónomas entran sobre la base de la federación en la República Socialista Federativa Soviética de Rusia. En la práctica, esta norma fue implementada a finales de 1918 por la Comuna Proletaria de los Alemanes del Volga, en marzo de 1919  y para la formación de la República Soviética Autónoma de Baskortostán. Las regiones autónomas y las comunas obreras, al igual que las repúblicas autónomas, eran una especie de uniones regionales autónomas.
En el otoño de 1919, una de las figuras más destacadas del Partido Comunista de Finlandia, Edward Gylling, partió hacia Suecia tras la derrota de los "Bolcheviques" en la guerra civil, envió a Lenin la "Propuesta para la Comuna de Carelia". El propósito de la "Propuesta" era resolver tres problemas mediante la formación de la comuna de Carelia en el área que comprendía desde el río Svir hasta el Océano Ártico: satisfacer los intereses nacionales de la población de Carelia, privar a Finlandia de motivos para reclamar el Este Karelia y crear un trampolín para preparar una revolución en Finlandia y los demás países escandinavos. De acuerdo con estas "Propuestas", la Comuna de Carelia se convertiría en una especie de alternativa socialista al estado burgués de Finlandia.
En 1920 continuaron los combates en la región de Karelia. El 12 de abril de 1920, comenzaron las negociaciones oficiales para una tregua entre Finlandia y la Rusia soviética en la estación de Rajajoki . En las negociaciones, el gobierno soviético se negó a reconocer al gobierno de Ukhta, inclinándose por la decisión de crear la autonomía en Carelia dentro de Rusia con la participación de emigrantes comunistas fineses que abandonaron su país como resultado de su derrota en la guerra civil finlandesa en 1918 . El 24 de abril, las negociaciones se interrumpieron debido a desacuerdos sobre la línea de demarcación y el destino los fineses comunistas.
En la primavera de 1920, los líderes de la RSFSR consideraron repetidamente el tema de la estructura del estado nacional de Karelia. A finales de marzo y  principios de abril, el jefe del gobierno soviético Vladimir Lenin habló sobre esto con los delegados del IX Congreso del Partido Comunista Ruso  de la ciudad de Olonets.
Por invitación de Lenin, Gylling llegó a Moscú y, a mediados de mayo de 1920, Lenin mantuvo una conversación en el Kremlin con Gylling un comunista finlandés exiliado, y un exmiembro del gobierno revolucionario finlandés, Sirola "sobre el caso de la creación de la República Autónoma de Carelia". Gylling propuso otorgar una autonomía económica y relativamente amplia a Karelia.
El 18 de mayo de 1920, el Politburó del Comité Central del Partido Comunista aprobó la creación de la Comuna de Carelia, instruyendo a los representantes de los Comisariados del Pueblo de Asuntos Internos y Exteriores de la RSFSR Vladimirsky y Lev Karaján para preparar un proyecto para la resolución del Comité Ejecutivo Central de toda Rusia sobre la formación de la Comuna Proletaria de Carelia. El 1 de junio de 1920, el Politburó del Comité Central del Partido Comunista con la participación de Lenin revisó y aprobó el proyecto de resolución sobre la formación de la Comuna Proletaria de Carelia y propuso presentarlo para su aprobación por el Comité Ejecutivo Central de toda Rusia.
El 8 de junio de 1920, por decreto del Comité Ejecutivo Central de toda Rusia, se formó la comuna Proletaria de Carelia a partir de las áreas pobladas por Carelios de las provincias de Olonets y Arcángel.

### Creación (1920)
Sobre la base del decreto del Comité Ejecutivo Central de toda Rusia del 8 de junio de 1920, se estableció el Comité Revolucionario de Carelia como el órgano supremo temporal del poder estatal del KTK.
Del 1 al 3 de julio, se llevó a cabo en Petrozavodsk el primer Congreso de Karelia de representantes de los trabajadores de Karelia. Al congreso asistieron 142 delegados de 24 volosts carelios de las provincias de Olonetsk y Arcángel . El congreso aprobó la formación de la Comuna de Carelia dentro de la RSFSR. El Congreso eligió además a los representantes de Carelia para el Comité Revolucionario de Carelia. A la misma hora y en el mismo lugar se realizó el primer congreso provincial de la Unión de la Juventud Comunista Rusa, que reunió a todas las organizaciones del Komsomol de la provincia de Olonets.
En una reunión del Consejo de Comisarios del Pueblo de la RSFSR el 3 de agosto de 1920, presidida por Lenin se consideraron el tema de la estructura territorial y los límites de la comuna Proletaria de Carelia.
Por Decreto del Comité Ejecutivo Central de toda Rusia y el Consejo de Comisarios del Pueblo de la RSFSR del 4 de agosto de 1920, se concluyó que la composición de la comuna Proletaria de Carelia incluye:
- GRAMO. Olonets, Tulomozerskaya, Vedlozerskaya, Vidlitskaya, Kotkozerskaya, Rypushkalskaya, Nekkulskaya, Knyazhegubskaya volosts de Olonets uyezd (incluida la sociedad rural Kashkan de Vazhinskaya volost );
- GRAMO. Petrozavodsk, Spaso-Preobrazhenskaya, Konchezerskaya, Syamozerskaya, Shuiskaya, Yalgubskaya, Svyatozerskaya, Derevyanskaya, Sunskaya, Kondopozhskaya, Tivdiya volosts del distrito de Petrozavodsk;
- Bogoyavlenskaya, Myanduselgskaya, Porosozerskaya, Rebolskaya, Rugozerskaya volosts del distrito de Povenets (incluida la sociedad Kyappeselgsky, etc. Unita del Shungsky volost ); de la provincia de Arcángel Kem, Kandalaksha, Kovdskaya, Keretskaya, Olangskaya, Kestengskaya, Vychetaybolskaya, Tikhtozerskaya, Voknavolotskaya, Ukhta, Pogosskaya, Pongomskaya, Poduzhma, Kondokskaya, Yushkozerskaya, Tungudskaya, Maslozerskaya, Shueretskaya, Letnekonetskaya, Soroka volosts ( distrito de Kemsky ).[7]

El área total de la Comuna era de 115186 km², la población era de 147,3 mil personas (60% carelios, 37% rusos).
Al mismo tiempo, continuó existiendo la provincia de Olonets, que incluía: el volost Vazhinsky del distrito de Olonets; Tipinitskaya, Sennogubskaya, Kuzarandskaya, Ladvinskaya, Ostrechinskaya, Velikogubskaya, Kizhi, Sheltozerskaya y Tolvuiskaya volosts del distrito de Petrozavodsk ; Shungskaya, Rimskaya, Danilovskaya, Petrovsko-Yamskaya volosts de Povenets uyezd, así como Pudozhsky, Vytegorsky y Lodeynopolsky uyezds por completo.
De hecho, en el sitio de la provincia de Olonets, se formaron dos provincias: Olonets y la Comuna Proletaria de Carelia. Al discutir el tema del centro del partido, se decidió no separar las organizaciones del partido, sino mantener una estructura única existente.
Sobre la base de la decisión del Buró Organizador del Comité Central del Partido el 15 de septiembre de 1920, se formó un comité provincial conjunto temporal de Carelia-Olonets del Partido Comunista, y el comité provincial de Olonets cesó sus actividades. La organización del partido Karelian-Olonets incluía siete organizaciones del partido de distrito: Vytegorsk, Kemsk, Lodeynopolsk, Olonets, Petrozavodsk, Povenets y Pudozh.
En una reunión de secretarios de los sindicatos de la provincia de Olonets los días 16 y 17 de septiembre de 1920, se reconoció la inconveniencia de la división de los órganos sindicales. El Consejo de Sindicatos de la Gubernia de Olonets pasó a llamarse Consejo Regional de Sindicatos de Carelia-Olonets.
En octubre, comenzó la publicación del periódico en finés Karjalan kommuuni (Comuna de Carelia). 
El 14 de octubre de 1920, la Rusia soviética y Finlandia firmaron un armisticio. Después de que la Rusia Soviética aceptara firmar el segundo anexo del Tratado deTartu, que garantizaba a la región el derecho al autogobierno y una amnistía para los habitantes, los finlandeses blancos se retiraron de las dos regiones fronterizas de Carelia (Rebola y Porosozero). Después de la retirada de los finlandeses y el desvanecimiento de la Guerra Civil, el gobierno soviético tomó medidas para restaurar la frontera estatal. Los volosts de Rebolsk y Porosozersk fueron transferidos a la comuna.

### Formación
Del 11 al 19 de febrero de 1921, se celebró el primer Congreso de los Soviets de Karelia, siendo el primer órgano supremo constitucional del poder estatal de la Comuna Proletaria de Carelia. Al congreso asistieron 144 delegados. En el congreso, se adoptó un reglamento sobre el órgano supremo del poder estatal de la comuna Proletaria de Carelia: el comité ejecutivo regional de Carelia (Karoblispolkom). El congreso eligió a los primeros miembros del Comité Ejecutivo de Karoblast que consta de 25 personas, Edward Gylling fue elegido presidente.
El 26 de abril de 1921, se formó el Consejo Económico de la Comuna Proletaria de Carelia (CECLC) para administrar directamente la economía nacional de la Comuna Proletaria de Carelia su presidente fue Alexander Vasilievich Shotman
En 1921, el pueblo de Rayaselka fue anexado de Finlandia a la Comuna Proletaria de Carelia.
En el otoño de 1921, en aquellas áreas de la comuna donde la población padecía hambre, estalló un levantamiento contra los representantes locales del gobierno soviético.
El 18 de septiembre de 1922, se emitió el decreto del Comité Ejecutivo Central de toda Rusia, según el cual se abolió la provincia de Olonets y los distritos de Pudozh y Povenets pasaron a formar parte de la Comuna Proletaria de Carelia.
Por el decreto n.º 50 del Comité Ejecutivo Central Panruso y del Consejo de Comisarios del Pueblo de la RSFSR, del 25 de julio de 1923, la Comuna Proletaria de Carelia se transformó en la República Socialista Soviética Autónoma de Carelia.

## Lista Secretarios del Comité Regional de Carelia
- Ivan Alekseevich -  de agosto de 1920 a noviembre de 1921
- Vasily Mikhailovich -de noviembre de 1921 a marzo de 1922
- Iogan Andreevich - de marzo de 1922  a mayo de 1929